# Paraboea luzoniensis
Paraboea luzoniensis är en tvåhjärtbladig växtart som beskrevs av Elmer Drew Merrill. Paraboea luzoniensis ingår i släktet Paraboea och familjen Gesneriaceae. Inga underarter finns listade i Catalogue of Life.